# I cavalieri Tenkai
I cavalieri Tenkai (テンカイナイト?, Tenkai Naito) è una serie anime Giapponese con co-coproduzione canadese del 2013. La serie è prodotta da Shogakukan-Shueisha Productions e Spin Master e animata dallo studio Bones e Shogakukan Music & Digital Entertainment.

## Trama
Eoni fa, un pianeta pacifico dalla forma cubica di nome Quarton, popolato da mattoni mutaformi chiamati Tenkai, fu devastato da una guerra tra due fazioni opposte: l'esercito Corekai, guidato dal valoroso e coraggioso comandante Beagle ("Beag"); e l'esercito corrotto, guidato dallo spietato signore della guerra Vilius, il quale desiderava possedere la fonte di energia dei Tenkai per i suoi scopi. Tuttavia, gli unici abbastanza forti da sconfiggere Vilius erano i leggendari Cavalieri Tenkai dell'esercito Corekai: Bravenwolf, Tributon, Valorn, Lydendor, Dromus e Venetta. Di fronte alla sconfitta, Vilius scatenò il potente Drago tenkai che fu poi sconfitto dai  sei  cavalieri e lasciò i suoi frammenti sparsi in tutto il pianeta. Dopo questo evento, i sei eroi non furono mai più rivisti, ma ora, un anno dopo, Lord Vilius e l'esercito corrotto sono tornati, e sono molto più potenti di prima.
Adesso, sul pianeta Terra, nell'anno 2034, in Benham City, sei giovani adolescenti di nome Guren, Ceylan, Toxsa, Chooki, Gen e Beni trovano un portale interdimensionale per Quarton dove vengono scelti da Boreas dei Guardiani per diventare la nuova generazione di cavalieri Tenkai ed impedire a Lord Vilius di assumere il controllo di entrambi i mondi.

## Personaggi

### Cavalieri Tenkai
Guren Nash (大神グレン?, Ōgami Guren, Guren Ogami in Giappone) / Bravenwolf (ブレイヴン?, Bureivun, Braven in Giappone)
Doppiato da: Meguru Takahashi (ed. giapponese), Johnny Yong Bosch (ed. inglese), Jacopo Calatroni (ed. italiana)
Guren è il protagonista e capo della nuova generazione di Cavalieri Tenkai. Ha un talento nell'essere leader (anche se deve ancora maturare in questo ruolo), e non ha la minima paura anche quando le cose sono molto difficili. Ha sempre un atteggiamento positivo. Si può trasformare in Bravenwolf, il leader degli originali Cavalieri Tenkai. Egli è descritto come il "Potere Tenkai". Come Bravenwolf, è armato di spada e scudo. È il primo a sbloccare la modalità Titan, raddoppiando così la sua normale dimensione e rilasciando delle barre di energia. Sembra avere una leggera infatuazione verso Beni.
Ceylan Jones (鷲崎セイラン?, Washizaki Seiran, Seiran Washizaki in Giappone) / Tributon (トリビュトン?, Toribyuton)
Doppiato da: Akemi Kanda (ed. giapponese), Todd Haberkorn (ed. inglese), Massimo Di Benedetto (ed. italiana)
Ceylan è cordiale, goffo, estroverso, burlone e spesso fa delle figuracce. Quando evita di essere divertente, però, può essere sorprendentemente cauto. Si può trasformare in Tributon. Egli è descritto come "Velocità Tenkai". Come Tributon, è armato di una balestra (Freccia Tenkai) e uno scudo. Egli è il secondo a sbloccare la modalità Titan, raddoppiando così la sua normale dimensione e armandosi di un arco per sparare energia.
Chooki Mason (蜂須賀チュウキ?, Hachisuka Chuuki, Chuuki Hachisuka in Giappone) / Lydendor (ライデンドール?, Raidendōru)
Doppiato da: Risa Taneda (ed. giapponese), Bryce Papenbrook (ed. inglese), Alessandro Capra (ed. italiana)
Chooki ha un carattere piuttosto calmo, ma a volte diventa estremamente competitivo e vuole vincere in ogni categoria sportiva. È il miglior atleta della squadra ed è sempre alla ricerca di nuove sfide. Si può trasformare in Lydendor. È descritto come "Agilità Tenkai". Come Lydendor, è armato di una lama corta che può utilizzare nel combattimento corpo a corpo e di uno scudo con tre lame ricurve che può gettare e farlo tornare indietro. Egli è il terzo a sbloccare la modalità Titan, raddoppiando così la sua normale dimensione e trasformando il suo scudo in un grande shuriken che usa sia in attacco che in difesa.
Toxsa Dalton (亀山トクサ?, Kameyama Tokusa, Tokusa Kameyama in Giappone) / Valorn (ヴァローン?, Vuarōn)
Doppiato da: Maki Mizuma (ed. giapponese), Benjamin Diskin (ed. inglese), Stefano Pozzi (ed. italiana)
Toxsa è un anno più giovane dei suoi compagni di squadra, ma ciò nonostante dimostra di essere altrettanto intelligente ed è molto ferrato in campo tecnologico. Si diverte a giocare ai videogiochi e ad armeggiare apparecchi digitali. È eccentrico, irascibile e ama interagire più con i computer che con le persone. Si può trasformare in Valorn. È descritto come "Forza Tenkai" ed è fisicamente il più forte dei Cavalieri. Come Valorn, è armato di una lancia che può sparare cariche di energia verde o un fascio di energia verde. Egli è il quarto ed ultimo a sbloccare la modalità Titan, raddoppiando così la sua normale dimensione e acquisendo una spada che può rilasciare grandi esplosioni di energia.
Gen Kurai (犬飼ゲン?, Inukai Gen, Gen Inukai in Giappone) / Dromus (黒騎士?, Kuro Kishi, Cavaliere Nero in Giappone)
Doppiato da: Miyuki Sawashiro (ed. giapponese), Yuri Lowenthal (ed. inglese), Federico Zanandrea (ed. italiana)
Gen è un nuovo misterioso studente che si trasferisce alla scuola di Guren. Ha precedentemente lavorato sotto Vilius e può trasformarsi in Dromus, un Cavaliere Tenkai che ha una forte somiglianza con Bravenwolf ma che si differenzia da quest'ultimo per l'armatura grigio-nera e per una cicatrice. Come Guren, si definisce come "Potenza Tenkai". Diventa il quinto membro dei Cavalieri Tenkai e alleato dei Corekai dopo che Vilius gli ruba la chiave nera del drago. La sua modalità Titan Elementare è "Dromus Fulmine Tenkai" e dall'episodio quarantanove si unisce ufficialmente ai cavalieri e si mostra senza coprirsi la bocca con gli abiti, come faceva di solito. Vive nella torre di Benham City nell'appartamento accanto a quello di Beni.
Beni Walker (ベニ?, Beni, Semplicemente Beni in Giappone) / Venetta (ヴェネ?, Venetta)
Doppiata da: Masumi Asano (ed. giapponese), Nika Futterman (ed. inglese), Katia Sorrentino (ed. italiana)
Beni è una bella ragazza dai capelli rosa ed è complice di Gen. Può trasformarsi in Venetta, un cavaliere Tenkai del male con l'armatura che assomiglia ad un ragno. Il suo intento è quello di distruggere entrambi i mondi perché suo padre ha trascorso più tempo alla ricerca di Quarton e meno tempo con lei. È molto arrogante e presuntuosa; inoltre sa interpretare benea parte della "classica brava ragazza" infatti Inganna i Cavalieri Tenkai e lavora con Gen per trovare la chiave nera. In seguito all'unione dei cavalieri Tenkai lei, diventa un'alleata di entrambe le squadre, in più casi contro i cavalieri e diventa un personaggio che appare circa in ogni episodio. Trova il fatto che Gen abbia degli amici ripugnante e possiede la pietra Tenkai. Rimane intrappolata nel mondo bestiale, dove sarà un'alleata dei cavalieri e comincerà a far parte della loro squadra. Nel mondo bestiale, dimostra di ricambiare minimamente i sentimenti di Guren. Dopo aver conosciuto Kiro, decide di dare a Guren la pietra Tenkai. Da quel momento cambia completamente comportamento e prova vera amicizia nei confronti dei cavalieri Tenkai, diventandone la sesta membra. Riappacifica anche con Gen e diventa una nemica assoluta dei corrotti. Vive nella torre di Benham City nell'appartamento accanto a quello di Gen.

### I Corekai
Beag (ビーグ?, Bīgu)
Doppiato da: Chafūrin (ed. giapponese), Kyle Hebert (ed. inglese), Alessandro Zurla (ed. italiana)
Il comandante Beagle, o Beag, è il fondatore e comandante dei Corekai. Egli è abbastanza intelligente anche se sembra essere narcisista. Beag e quattro dei suoi alleati, Kutor, Leinad, Tavox e Senjo, si uniscono ai Cavalieri Tenkai con la Robofusione, concedendo loro la possibilità di utilizzare sia il Protojet e sia l'AirLancer Jet allo stesso tempo.
Tavox (スペクトロス・グリーンウォーリアー?, Supekutorosu Gurīn Wōriā, Spectross Green Warrior in Giappone)
Soldato corekai grigio e verde.
Senjo (スペクトロス・イエローウォーリアー?, Supekutorosu Lerō Wōriā, Spectross Yellow Warrior in Giappone)
Soldato corekai grigio e giallo.
Leinad (スペクトロス・レッドウォ―リアー?, Supekutorosu Reddo Woriā, Spectross Red Warrior in Giappone)
Soldato Corekai bianco e rosso.
Kutor (スペクトロス・ブルーウォ―リア―?, Supekutorosu Burū Woriā, Spectross Blue Warrior in Giappone)
Soldato Corekai bianco e blu.
Soldati Corekai (スペクトロス?, Supekutorosu, Spectross in Giappone)
I soldati Corekai sono soldati di fanteria che lavorano per il comandante Beag.

### I Corrotti
Vilius (ヴィリウス?, Vuiriusu, Villius in Giappone)
Doppiato da: Yōsuke Akimoto (ed. giapponese), Crispin Freeman (ed. inglese), Alessandro Maria D'Errico (ed. italiana)
L'antagonista principale della serie. Vilius era precedentemente un Cavaliere Tenkai, ma la sua energia diventò negativa e così si scontrò con i suoi ex compagni. Da allora, egli conduce l'esercito corrotto come loro signore della guerra per ottenere l'energia Tenkai e risvegliare il Drago Tenkai. È un comandante molto intelligente ed un forte guerriero con una corazza che rappresenta un pipistrello con un tridente. Può usare la Robofusione con i suoi soldati per trasformarsi in Xenoship e può anche assumere la modalità Titan. Anche se fu sconfitto da Bravenwolf, riesce a tornare in vita. Può evocare il drago Tenkai del male, che a conflitto con quello del bene porta nel Mondo Bestiale. Dal tradimento di Dromus e in seguito di Venetta, diventa più spietato nei loro confronti e tenta spesso di vendicarsene. Spesso attacca i cavalieri Tenkai e i Corekai, tentando soprattutto nell'ultimo arco di storia, di impossessarsi della fortezza Tenkai. Non è mai stata rivelata la sua forma sulla terra, mandando spesso i suoi sudditi al suo posto.
Granox (ブライノックス?, Burainokkusu, Brynox in Giappone)
Doppiato da: Hisao Ogawa (ed. giapponese), Steven Blum (ed. inglese), Mario Zucca (ed. italiana)
Granox è un potente seguace di Vilius. La sua armatura lo fa assomigliare ad un rinoceronte. È armato di alabarda o di ascia e di uno scudo. Solitamente si dimostra codardo e cerca sempre di evitare il pericolo sfruttando le debolezze dell'avversario. È meno furbo e potente di Slyger con cui si mette spesso contro Slyger quando i due lavorano insieme ma sanno anche collaborare, seppur portando alla fine una perdita e un litigio. È il secondo dopo Slyger ad andare sulla terra e lo fa meno volte del rivale.
Slyger (スライガー?, Suraigā, Sliger in Giappone)
Doppiato da: Atsushi Imaruoka (ed. giapponese), Crispin Freeman (ed. inglese), Lorenzo Scattorin (ed. italiana)
Slyger è un altro scagnozzo potente di Vilius. Egli è armato con due artigli e la sua armatura lo fa assomigliare ad una pantera. Slyger è subdolo ed astuto, ma è anche coraggioso quando non affronta i Cavalieri Tenkai. È più furbo e potente di Granox, che è in assoluto il suo rivale, infatti con lui si mette spesso contro e litigano spesso, seppur quando collaborano mostrano di essere molto potenti, riuscendo anche a sconfiggere i cavalieri Tenkai senza l'intervento di Venetta (episodio quarantotto). È il primo la cui forma terrestre viene rivelata, prima di Granox ed altri. Da quel momento va sulla terra molto spesso e più volte di Granox.
Rho (ブルータス?, Burūtasu, Brutus in Giappone)
Rho è un membro dei Corrotti. Nell'episodio Toxsa 2.0, viene potenziato da Vilius e messo sotto il comando di Granox.
Shadius (ヴィクリプス・コマンダー?, Vikuripusu Komandā, Vikrips Commander in Giappone)
Doppiato da: ? (ed. giapponese), ? (ed. inglese), Renato Novara (ed. italiana)
Shadius è un soldato giallo e nero dei Corrotti. Nell'episodio "Robofusione", gli viene data la capacità di fondersi con Granox, Slyger e Rho per formare la nave Falce.
Soldati Corrotti (ヴィクリプス兵?, Vuiriusu-hei, Soldati Vikrips in Giappone)
I soldati corrotti sono soldati di fanteria che lavorano per Vilius.

#### Bestie Corrotte
Le bestie corrotte sono un gruppo di creature di Quarton al servizio dell'esercito Corrotto.
Hos (トロックス?, Torokkusu, Trox in Giappone)
Gli Hos sono Mecha Bestie simili a tori utilizzati come forza di terra.
Sho (バルタックス?, Barutakkusu, Baltax in Giappone)
Gli Sho sono Mecha Bestie volanti simili a draghi utilizzati come forza aerea.
Sky Griffin (デストロイ · グリフォン?, Desutoroi Gurifon, Destroy Griffon in Giappone)
Gli Sky Griffin sono Mecha Bestia simili a griffoni utilizzati come forza aerea alternativa. Essi diventano importanti per la Robofusione con Slyger.
War Stallion (ウォー ホース?, Uō Hōsu, War Horse in Giappone)
I War Stallion sono Mecha Bestie simili a cavalli utilizzati come forza di terra alternativa. Essi diventano importanti per la Robofusione con Granox.

### I Guardiani
I Guardiani (ガーデイアン?, Gādeian, Guardian in Giappone) sono i protettori di Quarton e prendono il nome dai membri di Anemoi. Tra i membri dei Guardiani di Quarton ci sono:
Boreas (ガーデイアン・ボレアース?, Gādeian Bore Āsu, Guardian Borre Earth in Giappone)
Doppiato da: Shigenori Soya (ed. giapponese), Steven Blum (ed. inglese), Marco Balzarotti (ed. italiana)
Boreas è il guardiano del portale tra la Terra e Quarton, nascosto sotto il seminterrato del negozio del signor White.
Eurus (ガーデイアン・ノトス?, Gādeian Notosu, Guardian Notus in Giappone)
Doppiato da: Hideyuki Umezu (ed. giapponese), Kyle Hebert (ed. inglese), Diego Sabre (ed. italiana)
Eurus è il guardiano di Quarton che aiuta Dromus e Venetta a trovare la chiave nera.
Zephyrus (ゼフィルス?, Zefuxirusu)
Doppiato da: Junichi Yanagita (ed. giapponese), Matthew Mercer (ed. inglese), ? (ed. italiana)
Zephyrus è uno dei quattro Guardiani, il terzo il cui nome è svelato.
Notus (ノータス?, Nōtasu)
Doppiato da: Michiko Neya (ed. giapponese), Benjamin Diskin (ed. inglese), ? (ed. italiana)
Notus è uno dei quattro Guardiani, l'ultimo il cui nome è svelato.

### Altri personaggi
Signor White (ホワイト?, Howaito, Semplicemente White in Giappone)
Doppiato da: Keiji Fujiwara (ed. giapponese), Brian Beacock (ed. inglese), Oliviero Corbetta (ed. italiana)
Il signor White è il proprietario del negozio delle meraviglie. Nel seminterrato del suo negozio, nasconde il portale tra la Terra e il pianeta Quarton.
Signor Nash
Doppiato da: ? (ed. giapponese), Steven Blum (ed. inglese), Diego Sabre (ed. italiana)
Il signor Nash è il padre di Guren ed è un uomo d'affari.
Signora Jones
Doppiata da: ? (ed. giapponese), Kate Higgins (ed. inglese), Beatrice Caggiula (ed. italiana)
La signora Jones è la madre di Ceylan.
Kathy Finwick
Doppiata da: ? (ed. giapponese), Colleen O'Shaughnessey (ed. inglese), Giuliana Atepi (1ª voce), Lorella De Luca (2ª voce) (ed. italiana)
È l'insegnante di storia di Guren, Ceylan e Gen.
Wakame Dalton (亀山ワカメ?, Kameyama Wakame, Wakame Kameyama in Giappone)
Doppiata da: Natsumi Takamori (ed. giapponese), Kate Higgins (ed. inglese) , Francesca Bielli (ed. italiana)
Wakame è la sorella maggiore di Toxsa. Lavora come cameriera al diner della sua famiglia.
Signora Dalton
Doppiata da: ? (ed. giapponese), Mary Elizabeth McGlynn (ed. inglese), ? (ed. italiana)
La signora Dalton è la madre di Wakame e Toxsa ed è la proprietaria del diner con suo marito.
Signor Dalton
Doppiato da: Hiroki Yamada (ed. giapponese), Benjamin Diskin (ed. inglese), ? (ed. italiana)
Il signor Dalton è il padre di Wakame e Toxsa ed è il cuoco nel diner di famiglia, oltre ad esserne il proprietario.
Kiro Mason (キロ?, Kiro)
Doppiata da: Laura Bailey (ed. inglese), Valentina Pallavicino (ed. italiana)
Kiro è la cugina di Chooki. Prova all'inizio simpatia per Ceylan ma ancora di più per Beni, che definisce la sua nuova migliore amica. Ha un pupazzo che si chiama Sandy, con cui parla spesso degli altri. Quando Beni le consegna la pietra Tenkai da consegnare a Guren, lei se ne scorda e dopo molti giorni mentre gioca con Sandy al tè, la trova in una cassa e decide di consegnarla.
Roberto (アキラ?, Akira, Akira in Giappone)
Doppiato da: ? (ed. italiana)
Roberto è un compagno di classe di Guren, Ceylan e Gen. Gioca spesso a basket.

### Personaggi del mondo bestiale
Orangor
Doppiato da: Ben Diskin (ed. inglese)
Orangor è un robot scimmia orango di colore rosso che viene dal mondo bestiale. Molto scherzoso, si diverte sempre a prendere in giro durante le prove per i cavalieri, ma in fondo gli vuole bene.
Scorpidon
Doppiato da: Michael Sorich (ed. inglese)
Scorpidon è il re bestia; signore del mondo bestiale e padrone di Orangor e dei Goriillux. Si rifugia sempre nella sua torre e non si fa mai vedere. Non è mai soddisfatto dalle vittorie dei Tenkai e Beni, quindi li imbroglia sempre come Orangor.
Gorillux
I Gorillux sono gli abitanti del mondo bestiale che obbediscono e servono tutti Scorpidon, il loro signore, vengono per lo più usati da Orangor come arbitri o ufficiali di partenza delle gare.

## Media

### Anime
La serie è stata trasmessa per la prima volta su Cartoon Network, negli Stati Uniti, a partire dal 24 agosto 2013 al 6 dicembre 2014. È stata trasmessa in Canada in lingua inglese da Teletoon. In Giappone venne mandata in onda da TV Tokyo dal 5 aprile 2014 al 28 marzo 2015.
In Italia è stata trasmessa da K2 dal 18 giugno al 10 novembre 2014.

#### Episodi
| Nº | Titolo italiano Giapponese 「Kanji」 - Rōmaji                                             | In onda           | In onda           |
| Nº | Titolo italiano Giapponese 「Kanji」 - Rōmaji                                             | Giapponese        | Italiano          |
| 1  | Due mondi 「勇者ブレイヴンあらわる!」 - Yūsha Bureivun arawaru!                           | 5 aprile 2014     | 18 giugno 2014    |
| 2  | Nuove scoperte 「テンカイドラゴンの秘密」 - Tenkai doragon no himitsu                     | 12 aprile 2014    | 19 giugno 2014    |
| 3  | La squadra al completo 「4人の勇者」 - 4nin no yūsha                                      | 19 aprile 2014    | 20 giugno 2014    |
| 4  | Robofusione 「合体！ファイヤーバード」 - Gattai! Faiā bādo                                | 26 aprile 2014    | 24 giugno 2014    |
| 5  | L'attacco di Vilius 「最強の敵ヴィリウス」 - Saikyō no teki Viriusu                       | 3 maggio 2014     | 25 giugno 2014    |
| 6  | Il ragazzo Tenkai 「新たな力、Xモード！」 - Aratana chikara, X mōdo!                      | 10 maggio 2014    | 26 giugno 2014    |
| 7  | Un tipo misterioso 「セイラン、決死の戦い！」 - Seiran, kesshi no tatakai                 | 17 maggio 2014    | 27 giugno 2014    |
| 8  | L'amuleto di Chooki 「運をとりもどせ！」 - Un wo torimodose!                              | 24 maggio 2014    | 30 giugno 2014    |
| 9  | La valle dei segreti 「ビーグの導き」 - Bīgu no michibiki                                 | 31 maggio 2014    | 1º luglio 2014    |
| 10 | Toxsa 2.0 「俺は努力なんてしねー！」 - Ore wa doryoku nante shi nē!                       | 7 giugno 2014     | 2 luglio 2014     |
| 11 | L'altra faccia della medaglia 「反転！善と悪」 - Hanten! Zen to aku                       | 21 giugno 2014    | 3 luglio 2014     |
| 12 | La chiave bianca del drago 「走れ！グレン」 - Hashire! Guren                              | 28 giugno 2014    | 4 luglio 2014     |
| 13 | La strategia di Vilius 「大決戦」 - Daikessen                                             | 5 luglio 2014     | 8 luglio 2014     |
| 14 | La chiave perduta 「未来への一歩！」 - Mirai he no ippo!                                  | 12 luglio 2014    | 9 luglio 2014     |
| 15 | Il Tenkai malvagio 「強敵！ヴェネッタ登場」 - Kyōteki! Venetta tōjō                       | 19 luglio 2014    | 10 luglio 2014    |
| 16 | I dubbi di Ceylan 「俺たちの戦う理由」 - Ore-tachi no tatakau riyū                        | 26 luglio 2014    | 11 luglio 2014    |
| 17 | Gara di pesca 「釣りあげろ！チュウキ」 - Tsuriagero! Chuki                                | 2 agosto 2014     | 14 luglio 2014    |
| 18 | La chiave del male 「発動！XXモード！！」 - Hatsudō! XX mōdo!!                            | 9 agosto 2014     | 15 luglio 2014    |
| 19 | Conflitto fra fratelli 「俺は勇者だ！」 - Ore wa yūsha da!                                | 16 agosto 2014    | 16 luglio 2014    |
| 20 | Aiuti insperati 「ゲンの謎」 - Gen no nazo                                                | 23 agosto 2014    | 17 luglio 2014    |
| 21 | Scacco matto! 「大接戦！頭脳バトル」 - Daikessen! Zunō batoru                             | 23 agosto 2014    | 18 luglio 2014    |
| 22 | Il ritorno di Beni 「ヴェネッタの裏切り」 - Venetta no uragiri                            | 30 agosto 2014    | 22 luglio 2014    |
| 23 | Caccia alla chiave nera del drago 「手に入れろ！黒天の鍵」 - Te ni ireru! Kuroten no kagi | 6 settembre 2014  | 24 settembre 2014 |
| 24 | Il gran giorno 「決戦前夜」 - Kessen zenya                                                | 13 settembre 2014 | 25 settembre 2014 |
| 25 | Le confessioni di Gen 「衝撃！ゲンの過去」 - Shōgeki! Gen no kako                         | 20 settembre 2014 | 26 settembre 2014 |
| 26 | Il quinto cavaliere 「決着！最強モード」 - Kecchaku! Saikyo moodo                         | 27 settembre 2014 | 29 settembre 2014 |
| 27 | Il ritorno di Vilius 「新たなる戦い」 - Arata naru tatakai                                | 4 ottobre 2014    | 30 settembre 2014 |
| 28 | La forza della mente 「迫りくるスライガー」 - Semari kuru suraigā                         | 11 ottobre 2014   | 1º ottobre 2014   |
| 29 | Una squadra Tenkai 「うそつき」 - Uso tsuki                                               | 18 ottobre 2014   | 2 ottobre 2014    |
| 30 | Che paura 「ねらわれたセイラン」 - Nerawa reta Seiran                                     | 25 ottobre 2014   | 3 ottobre 2014    |
| 31 | Il maestro ninja 「ブラックガーディアン誕生！」 - Burakku gādian tanjō!                   | 1º novembre 2014  | 6 ottobre 2014    |
| 32 | Un nuovo capo 「リーダーたる者」 - Rīdā taru sha                                          | 8 novembre 2014   | 7 ottobre 2014    |
| 33 | Lotte tra cavalieri 「分裂！テンカイナイト」 - Bunretsu! Tenkai Naito                     | 15 novembre 2014  | 8 ottobre 2014    |
| 34 | Il trionfo dell'amicizia 「ブロックの花」 - Burokku no hana                               | 22 novembre 2014  | 9 ottobre 2014    |
| 35 | Guren alla riscossa 「よみがえれ！Σモード」 - Yomigaere! Shiguma mōdo                     | 29 novembre 2014  | 10 ottobre 2014   |
| 36 | Lo skateboard 「本当の友情」 - Hontō no yūjō                                              | 6 dicembre 2014   | 13 ottobre 2014   |
| 37 | Una bambina terribile 「キイロとの約束」 - Kīro to no yakusoku                            | 13 dicembre 2014  | 14 ottobre 2014   |
| 38 | Uno sguardo al passato                                                                    | non trasmesso     | 15 ottobre 2014   |
| 39 | I leggendari draghi 「激闘! テンカイフォートレス」 - Gekitō! Tenkai fōtoresu              | 20 dicembre 2014  | 16 ottobre 2014   |
| 40 | Benvenuti nella giungla 「サルラルランドの大冒険」 - Sarurarurando no daibōken            | 3 gennaio 2015    | 17 ottobre 2014   |
| 41 | La grande corsa 「テンカイクエストIV」 - Tenkai kuesuto IV                                | 10 gennaio 2015   | 20 ottobre 2014   |
| 42 | Caccia al signor.. Black 「もうひとつの地球？」 - Mō hitotsu no chikyū?                   | 17 gennaio 2015   | 21 ottobre 2014   |
| 43 | Il ragazzo scimmia 「謎を解け迷いのジャングル」 - Nazo o toke mayoi no jangaru            | 24 gennaio 2015   | 22 ottobre 2014   |
| 44 | Scorpidon 「命がけの鬼ごっこ」 - Inochigake no onigokko                                   | 31 gennaio 2015   | 23 ottobre 2014   |
| 45 | Il Rosso e il Nero 「放たれた黒の旋風」 - Hanata reta kuro no senpū                       | 7 febbraio 2015   | 24 ottobre 2014   |
| 46 | Uno strano insegnante 「ニセモノはこりごり！？」 - Nisemono wa kori gori!?                | 14 febbraio 2015  | 27 ottobre 2014   |
| 47 | Il mutamento di Beni 「キイロとベニ」 - Kīro to Beni                                      | 21 febbraio 2015  | 28 ottobre 2014   |
| 48 | Contagio vicino a casa 「テトラ化の恐怖」 - Tetora-ka no kyōfu                            | 28 febbraio 2015  | 4 novembre 2014   |
| 49 | Un nuovo componente 「5人目のテンカイナイト」 - 5 hitome no Tenkai Naito                  | 7 marzo 2015      | 5 novembre 2014   |
| 50 | Toxsa viene bloccato 「決戦の時せまる」 - Kessen no toki semaru                           | 14 marzo 2015     | 6 novembre 2014   |
| 51 | La bestia leggendaria 「世界の終わり」 - Sekai no owari                                   | 21 marzo 2015     | 7 novembre 2014   |
| 52 | La battaglia finale! 「そして、始まり」 - Soshite, hajimari                               | 28 marzo 2015     | 10 novembre 2014  |

#### Tenkai Knights: Origins
Tenkai Knights: Origins è una serie web, che può considerarsi prequel della serie principale. Questa serie web, composta di 10 episodi, racconta il tradimento di Vilius e la cacciata di questo dai cavalieri Tenkai. Gli episodi, della durata di circa un minuto, sono stati mandati in onda in lingua inglese su YouTube mentre quelli in lingua italiana sono stati trasmessi sempre da YouTube sul canale di K2.
| nº | Titolo               | Data USA          | Data Italia    |
| -- | -------------------- | ----------------- | -------------- |
| 1  | Tenkai Five          | 17 settembre 2013 | 13 giugno 2014 |
| 2  | Off Balance          | 24 settembre 2013 | 13 giugno 2014 |
| 3  | The Best             | 2 ottobre 2013    | 13 giugno 2014 |
| 4  | Corrupted!           | 9 ottobre 2013    | 13 giugno 2014 |
| 5  | Shifting the Griffin | 16 ottobre 2013   | 13 giugno 2014 |
| 6  | BlasTank Corruption! | 23 ottobre 2013   | 13 giugno 2014 |
| 7  | Guardian's Danger    | 30 ottobre 2013   | 14 giugno 2014 |
| 8  | Clash of the Tenkai! | 7 novembre 2013   | 15 giugno 2014 |
| 9  | Titan Revealed       | 14 novembre 2013  | 16 giugno 2014 |
| 10 | Tenkai United        | 21 novembre 2013  | 17 giugno 2014 |

### Giocattoli
La linea di giocattoli de I cavalieri Tenkai è prodotta da Spin Master sotto il marchio Ionix. Spin Master si riferisce a Ionix come la prossima generazione di mattoni da costruzione cioè "mattoni che mutano forma". La loro linea di prodotti comprende mattoni che sembrano simili a mattoni da costruzione tradizionali, ma in realtà hanno la possibilità di cambiare forma e diventare particolari mini-figures. Spin Master distribuisce i giocattoli negli Stati Uniti e in Canada, mentre Happinet gestisce i diritti di distribuzione dei giocattoli in Giappone.

### DVD
I DVD sono usciti negli Stati Uniti, sotto il titolo di Tenkai Knights: Rise of the Knights, il 4 febbraio 2014. In Giappone, Happinet e Victor Entertainment hanno pubblicato i DVD a partire dal 2 agosto 2014.

## Sigle
La sigla d'apertura è Get the glory di Ayako Nakanomori mentre quella di chiusura è "Shunkan Diamond" (瞬間Diamond?, Shunkan Diamond) di Rurika Yokoyama.